# Содель Владислав Олександрович
Владисла́в Олекса́ндрович Содель (більш відомий як Влад Содель; * 19 лютого 1975, Київ, УРСР) — український фотограф, фотокореспондент, журналіст, блогер.

## Життєпис
Корінний киянин. Фотографією займався з дитинства, професійно — значно пізніше, з початку 2000-х. Азів фотографії його навчив батько однокласниці, який був фотографом. Був фотокореспондентом школи.
Після школи разом з друзями вирішив вступити до Інституту культури. Проте перший іспит з історії він не склав, бо, зі слів самого Влада Соделя: «я вже знав нову історію, а викладач старого гарту не зрозумів моєї розповіді про післявоєнні сталінські репресії».
Здобув юридичну освіту в Національному університеті культури і мистецтв за спеціальністю юрист-правознавець.Захистив диплом з торгових марок. Певний час по тому робив музичні інструменти, готував музичні огляди для «Ери».У 2004 мав невеликий бізнес — інтернет-магазин інтелектуальної музики та кіно. 
Потім, з появою в Україні цифрових фотокамер Влад Содель зацікавився ними, знову повернувся до давнього захоплення. Потрапив до фото-клубу «Ікар», який організував Олександр Ляпін. Там він став цікавитися фотографією не як прикладним ремеслом, а її змістом, ідеологією. Олександр Ляпін дав Соделю серйозний творчий поштовх, запросив його до себе в газету «Вечірні вісті». Там Влад і працював певний час фотографом. З 2006 року працює в штаті журналу «Коммерсантъ», до того рік співпрацював позаштатно. За словами Влада: «поштовх у бік жорсткої репортажної фотографії, по Джеймсу Нахтвею, дав мені Олександр Течинський (колега по журналу Коммерсантъ)».
Влад Содель став відомим на початку 2010-х років. Працюючи в бізнес-виданні, Влад звик звертати увагу на іміджеві деталі зовнішнього вигляду віпів. А знімаючи фото для додатків «Коммерсанта», він почав розбиратися у вартості дорогих аксесуарів. Поступово почав звертати увагу на дуже дорогі прикраси й аксесуари українських політиків та чиновників-високопосадовців, наявність яких було важко пояснити з огляду на досить скромні офіційні доходи таких осіб. Спершу він публікував фотографії аксесуарів політиків з орієнтовними цінниками у власному блозі на Livejournal, потім на своїй сторінці у Facebook в альбомі «Турбійоновий Хіт-Парад». Саме в мережі Фейсбук його фото здобули популярність серед користувачів, а поступово почали передруковуватися дедалі більшою кількістю ЗМІ. Особливо велику увагу Содель приділяв коштовним годинникам політиків і чиновників.
Паралельно з коштовними годинниками в об'єктив фотокора стали потрапляти переписки депутатів на дисплеях смартфонів, майже кожна публікація стосувалась економічної, судової чи політичної корупції у вищих ешелонах влади та мала безліч передруків у провідних українських виданнях. Ця серія скандальних публікацій зібрана на його сторінці у Facebook під назвою «Politspotting».
18 травня 2013, працюючи разом зі своєю дружиною Ольгою Сніцарчук на акції опозиції «Вставай, Україно!» в Києві, став жертвою нападу групи молодих чоловіків спортивної зовнішності. Міліціонери, що перебували поруч, журналістам не допомогли. Содель зробив багато знімки нападників. Невдовзі більшість нападників було впізнано користувачами мережі Інтернет за фотографіями Соделя. Найактивнішим серед нападників виявився спортсмен-боєць Вадим Тітушко, якого в результаті було визнано винним, як і трьох інших спільників, та засуджено до двох років умовного покарання за 171 ст. КК України за перешкоджання діяльності журналіста та хуліганство. Через цей інцидент від його прізвища виник термін тітушка, що швидко поширився в українському суспільстві.
Стягнуті, з засуджених нападників, судом гроші у якості за компенсації за моральну та майнову шкоду Содель та Сніцарчук направили на благодійність та підтримку і розвиток «Громадського».
З початком «Євромайдана» та «Революції Гідності» Содель Владислав знімає історичні події на вулицях Києва. Після проявів цензури та антиукраїнських публікацій в російських виданнях Коммерсанта та перекручування з підписами під його фотографіями він звільняється з фотослужби української редакції видання у січні 2014 року і починає роботу як фрілансер, та співпрацює з міжнародною новинною аґенцією «REUTERS» як стрінгер.
Участь у проекті «.RAW Історія змін українців та армії» аґенції POLE ZORU для «СтратКом УА» та Міністерства Оборони України.
Починаючи з 2017 року по 2021 тісно співпрацює з Українським кризовим медіа-центром над висвітленням реформи децентралізації в програмі Агентства США з міжнародного розвитку «USAID» «Децентралізація приносить кращі результати та ефективність» DOBRE. За підсумками фотоекспедицій мав дві великих мандрівних фотовиставки у 2018 та 2021 роках, з назвою «Обличчя нових громад», що демонструвалась у Верховній Раді України, в Будинку Уряду, профільних міністерствах, обласних, міських, районних адміністраціях, та публічних просторах в семи областях України.
Владислав Содель — учасник фотовиставок: 
«Донбас: діти війни»(Київ, 2015)
«Рік Верховної Ради восьмого скликання»(Київ, 2015)
“Жінки Майдану”(Київ, 2015) 
«Революція Гідності. Майбутнє творять вільні люди»(«Бориспіль» аеропорт, 2016)
«.RAW. ІСТОРІЯ ЗМІН УКРАЇНЦІВ ТА АРМІЇ»(Париж, Франція, 2017)
«.RAW Україна на передовій»(Нью-Йорк, США, 2017)
«Обличчя нових громад» (Україна, 2018-2021)
та багатьох інших.

## Особисте життя

### Родина
Влад Содель одружений. Дружина Ольга Сніцарчук — журналістка, працювала парламентським кореспондентом, редактором та ведучою, на 5-му каналі та UA:Суспільне.